# Skrotum
Skrotum (latin scrotum) eller pungen, er en slags sæk bestående af muskler og hud og den indeholder mandens testikler.[kilde mangler]